# جام تخت جمشید ۱۳۵۵
جام تخت جمشید ۱۳۵۵ چهارمین دوره جام تخت جمشید و ششمین دوره لیگ فوتبال ایران بود که در یک گروه ۱۶ تیمی در سال ۱۳۵۵ برگزار شد. این مسابقات از اسفند ماه ۱۳۵۴ آغاز شد و در آذر ماه ۱۳۵۵ به پایان رسید.
در این دوره تیم پاس تهران برای اولین بار به قهرمانی رسید.

## جدول رده‌بندی
| رده | تیم             | بازی | برد | مساوی | باخت | گل‌زده | گل‌خورده | تفاضل | امتیاز |
| --- | --------------- | ---- | --- | ----- | ---- | ----- | ------- | ----- | ------ |
| ۱   | پاس             | ۳۰   | ۱۳  | ۱۳    | ۴    | ۳۴    | ۱۴      | +۲۰   | ۳۹     |
| ۲   | پرسپولیس        | ۳۰   | ۱۰  | ۱۷    | ۳    | ۲۵    | ۱۸      | +۷    | ۳۷     |
| ۳   | شهباز           | ۳۰   | ۱۳  | ۱۰    | ۷    | ۳۶    | ۲۴      | +۱۲   | ۳۶     |
| ۴   | تاج             | ۳۰   | ۱۱  | ۱۳    | ۶    | ۲۸    | ۱۹      | +۹    | ۳۵     |
| ۵   | دارایی          | ۳۰   | ۷   | ۲۱    | ۲    | ۲۵    | ۱۶      | +۹    | ۳۵     |
| ۶   | نیرو اهواز      | ۳۰   | ۱۱  | ۱۲    | ۷    | ۲۰    | ۲۶      | -۶    | ۳۴     |
| ۷   | ملوان           | ۳۰   | ۱۰  | ۱۳    | ۷    | ۲۵    | ۲۱      | +۴    | ۳۳     |
| ۸   | هما             | ۳۰   | ۱۱  | ۱۰    | ۹    | ۲۶    | ۲۱      | +۵    | ۳۲     |
| ۹   | ماشین‌سازی تبریز | ۳۰   | ۸   | ۱۶    | ۶    | ۲۳    | ۲۳      | ۰     | ۳۲     |
| ۱۰  | بانک ملی        | ۳۰   | ۸   | ۱۰    | ۱۲   | ۱۷    | ۲۸      | -۹    | ۲۶     |
| ۱۱  | برق شیراز       | ۳۰   | ۵   | ۱۵    | ۱۰   | ۱۳    | ۱۹      | -۶    | ۲۵     |
| ۱۲  | آرارات          | ۳۰   | ۶   | ۱۳    | ۱۱   | ۲۳    | ۳۲      | -۹    | ۲۵     |
| ۱۳  | صنعت‌نفت         | ۳۰   | ۴   | ۱۶    | ۱۰   | ۲۱    | ۲۶      | -۵    | ۲۴     |
| ۱۴  | سپاهان          | ۳۰   | ۵   | ۱۴    | ۱۱   | ۲۰    | ۳۰      | -۱۰   | ۲۴     |
| ۱۵  | ذوب‌آهن          | ۳۰   | ۴   | ۱۵    | ۱۱   | ۲۱    | ۳۵      | -۱۴   | ۲۳     |
| ۱۶  | ابومسلم         | ۳۰   | ۴   | ۱۲    | ۱۴   | ۹     | ۲۶      | -۱۵   | ۲۰     |

## نتایج بازیها
| میزبان / میهمان | پاس | پرس | شها | تاج | دار | نیر | ملو | هما | ماش | ملی | برق | آرا | صنآ | سپا | ذوب | ابو |
| --------------- | --- | --- | --- | --- | --- | --- | --- | --- | --- | --- | --- | --- | --- | --- | --- | --- |
| پاس             |     | ۰-۰ | ۰-۱ | ۰-۰ | ۲-۰ | ۱-۰ | ۰-۰ | ۰-۲ | ۱-۳ | ۰-۰ | ۰-۱ | ۱-۳ | ۰-۰ | ۰-۲ | ۱-۵ | ۰-۲ |
| پرسپولیس        | ۱-۱ |     | ۰-۱ | ۱-۱ | ۰-۰ | ۰-۱ | ۱-۰ | ۱-۱ | ۰-۰ | ۱-۱ | ۱-۱ | ۰-۱ | ۰-۱ | ۱-۱ | ۱-۱ | ۰-۱ |
| شهباز           | ۰-۱ | ۱-۰ |     | ۱-۲ | ۰-۰ | ۰-۰ | ۱-۱ | ۱-۱ | ۰-۲ | ۰-۳ | ۰-۰ | ۳-۳ | ۱-۳ | ۱-۱ | ۰-۱ | ۰-۱ |
| تاج             | ۱-۰ | ۱-۱ | ۲-۴ |     | ۰-۰ | ۱-۱ | ۱-۱ | ۰-۱ | ۰-۰ | ۰-۱ | ۰-۱ | ۰-۰ | ۱-۱ | ۱-۰ | ۰-۲ | ۰-۱ |
| دارایی          | ۱-۱ | ۰-۱ | ۱-۰ | ۰-۰ |     | ۰-۰ | ۰-۱ | ۱-۱ | ۱-۱ | ۰-۱ | ۰-۰ | ۰-۴ | ۰-۰ | ۱-۱ | ۱-۱ | ۰-۰ |
| نیرو اهواز      | ۰-۰ | ۰-۱ | ۱-۲ | ۱-۱ | ۲-۱ |     | ۰-۱ | ۱-۰ | ۱-۰ | ۱-۲ | ۰-۱ | ۰-۲ | ۰-۱ | ۰-۱ | ۱-۳ | ۰-۰ |
| ملوان           | ۰-۰ | ۱-۱ | ۲-۰ | ۱-۱ | ۱-۱ | ۲-۱ |     | ۲-۰ | ۱-۰ | ۰-۲ | ۰-۱ | ۰-۱ | ۰-۱ | ۰-۳ | ۱-۱ | ۰-۱ |
| هما             | ۰-۲ | ۰-۰ | ۰-۰ | ۲-۰ | ۱-۲ | ۰-۱ | ۲-۱ |     | ۰-۱ | ۰-۰ | ۰-۱ | ۱-۳ | ۰-۲ | ۰-۰ | ۱-۱ | ۰-۲ |
| ماشین‌سازی       | ۰-۰ | ۱-۱ | ۳-۰ | ۱-۲ | ۱-۱ | ۱-۱ | ۱-۱ | ۰-۱ |     | ۰-۲ | ۰-۰ | ۱-۱ | ۰-۰ | ۰-۰ | ۱-۱ | ۱-۴ |
| بانک ملی        | ۴-۰ | ۰-۰ | ۱-۰ | ۲-۰ | ۱-۰ | ۱-۱ | ۰-۰ | ۰-۰ | ۱-۰ |     | ۰-۱ | ۰-۱ | ۳-۱ | ۰-۱ | ۱-۲ | ۰-۰ |
| برق شیراز       | ۳-۰ | ۱-۰ | ۱-۱ | ۰-۰ | ۰-۰ | ۰-۱ | ۱-۱ | ۰-۱ | ۰-۰ | ۰-۰ |     | ۱-۱ | ۰-۰ | ۰-۱ | ۰-۰ | ۰-۲ |
| آرارات          | ۱-۱ | ۱-۰ | ۰-۱ | ۰-۱ | ۱-۱ | ۰-۰ | ۲-۱ | ۲-۳ | ۱-۲ | ۱-۰ | ۱-۱ |     | ۰-۰ | ۰-۰ | ۰-۱ | ۱-۰ |
| صنعت‌نفت         | ۱-۱ | ۱-۱ | ۳-۳ | ۰-۲ | ۱-۱ | ۱-۱ | ۱-۰ | ۱-۲ | ۰-۳ | ۰-۰ | ۱-۰ | ۰-۰ |     | ۲-۰ | ۱-۱ | ۱-۰ |
| سپاهان          | ۲-۱ | ۱-۱ | ۱-۲ | ۱-۰ | ۱-۱ | ۱-۲ | ۱-۱ | ۱-۰ | ۲-۰ | ۳-۱ | ۱-۱ | ۱-۰ | ۰-۰ |     | ۱-۲ | ۱-۱ |
| ذوب‌آهن          | ۰-۰ | ۱-۰ | ۱-۰ | ۱-۰ | ۱-۱ | ۱-۱ | ۰-۱ | ۰-۱ | ۰-۰ | ۲-۰ | ۰-۱ | ۱-۱ | ۱-۱ | ۰-۰ |     | ۰-۲ |
| ابومسلم         | ۱-۰ | ۲-۱ | ۱-۰ | ۲-۰ | ۰-۰ | ۰-۰ | ۰-۰ | ۰-۰ | ۰-۰ | ۱-۰ | ۱-۲ | ۰-۰ | ۰-۱ | ۰-۰ | ۱-۱ |     |

| راهنمایی رنگها |
| -------------- |
| برد در خانه    |
| مساوی          |
| باخت در خانه   |

منبع:   

## جدول گلزنان
| رتبه | نام             |    | باشگاه |
| ---- | --------------- | -- | ------ |
| ۱    | غلامحسین مظلومی | ۱۹ | شهباز  |
| ۲    | غفور جهانی      | ۹  | ملوان  |
| ۳    | حسین فرکی       | ۷  | پاس    |
| ۳    | حبیب شریفی      | ۷  | پاس    |
| ۳    | ناصر نورایی     | ۷  | هما    |
| ۳    | هادی نراقی      | ۷  | تاج    |
| ۳    | حسین حافظی      | ۷  | نیرو   |

## نتایج بازیها
| نتایج بازیهای چهارمین دوره لیگ تخت جمشید | نتایج بازیهای چهارمین دوره لیگ تخت جمشید | نتایج بازیهای چهارمین دوره لیگ تخت جمشید | نتایج بازیهای چهارمین دوره لیگ تخت جمشید | نتایج بازیهای چهارمین دوره لیگ تخت جمشید | نتایج بازیهای چهارمین دوره لیگ تخت جمشید |
| ---------------------------------------- | ---------------------------------------- | ---------------------------------------- | ---------------------------------------- | ---------------------------------------- | ---------------------------------------- |
| هفته ۱                                   | هفته ۶                                   | هفته ۱۱                                  | هفته ۱۶                                  | هفته ۲۱                                  | هفته ۲۶                                  |
| هفته ۲                                   | هفته ۷                                   | هفته ۱۲                                  | هفته ۱۷                                  | هفته ۲۲                                  | هفته ۲۷                                  |
| هفته ۳                                   | هفته ۸                                   | هفته ۱۳                                  | هفته ۱۸                                  | هفته ۲۳                                  | هفته ۲۸                                  |
| هفته ۴                                   | هفته ۹                                   | هفته ۱۴                                  | هفته ۱۹                                  | هفته ۲۴                                  | هفته ۲۹                                  |
| هفته ۵                                   | هفته ۱۰                                  | هفته ۱۵                                  | هفته ۲۰                                  | هفته ۲۵                                  | هفته ۳۰                                  |